# 羽島市文化センター
不二羽島文化センター（ふじはしまぶんかせんたー）は、岐阜県羽島市竹鼻町丸の内6丁目7番地にある羽島市の文化施設である。羽島市が管理運営を行っている。1998年（平成10年）10月1日開館。 2016年（平成28年）5月1日より地元企業の不二商事株式会社がネーミングライツを取得し、羽島市文化センターから不二羽島文化センターへ改称した。

## 概要
- 敷地面積：17,483.15m2（駐車場を含む）
- 建築面積：7,103.13m2
- 延床面積：14,222.33m2

## 施設
大ホール（スカイホール）：全1,290席
- 1階固定席：902席・移動席：87席・車いす席：6席
- 2階席：245席
- バルコニー席：50席

小ホール（みのぎくホール）：全384席
- 固定席：380席・車いす席：4席
- 親子室

## 交通機関
- 名鉄竹鼻線 羽島市役所前駅・竹鼻駅から徒歩で約15分。
- JR東海道新幹線 岐阜羽島駅からタクシーで約5分。
- 名神高速 岐阜羽島I.C.から車で約8分。

## 周辺
- 羽島市立図書館
- 羽島市老人福祉センター
- 羽島市柔剣道場
- 羽島市弓道場
- 市民の森羽島公園
- 羽島市立竹鼻小学校
- 羽島市消防本部
- コストコ 岐阜羽島倉庫店
- 東海道新幹線岐阜羽島駅
- 名神高速岐阜羽島インター